# Herpetogramma licarsisalis
Espèce
Synonymes
- Botys licarsisalis Walker, 1859
- Botys pharaxalis Walker, 1859
- Botys immundalis Walker, 1866
- Entephria fumidalis Walker, 1866
- Botys serotinalis De Joannis, 1889
- Botys abstrusalis Walker, 1859

Herpetogramma licarsisalis est une espèce de lépidoptères (papillons) de la famille des Crambidae.
On le trouve dans l'ancien monde en Afrique, Australie, Asie et il a été introduit dans d'autres territoires, comme en Grande-Bretagne et Hawaii.
Il a une envergure d'environ 20-25 mm et ses chenilles se nourrissent de Poaceae, Chenopodiaceae et Lamiaceae.